# Litteraturåret 2020
Denna artikel sammanställer viktiga litterära händelser under 2020.

## Årets händelser
Året 2020 präglades starkt av den pågående pandemin, vilket också på många sätt märktes i litteraturen.

## Priser och utmärkelser
- Nobelpriset i litteratur – Louise Glück, USA[1]
- Astrid Lindgren-priset – Jakob Wegelius[2]
- Augustpriset
  - Skönlitterär bok: Lydia Sandgren, Samlade verk
  - Fackbok: Elin Anna Labba, Herrarna satte oss hit:om tvångsförflyttningarna i Sverige
  - Barn- och ungdomsbok: Kristina Sigunsdotter och Ester Eriksson, Humlan Hanssons hemligheter[3]
- De Nios Stora Pris – Jan Stolpe[4]
- De Nios Vinterpris – Håkan Anderson, Josefin Holmström och Sven Olov Karlsson[4]
- Disapriset – Karin Hassan Jansson och Jonas Lindström[5]
- Doblougska priset – Lars Andersson, Peter Handberg, Carl Frode Tiller och Nils Christian Moe-Repstad[6]
- Ferlinpriset – Gunnar D. Hansson[7]
- Georg Büchnerpriset – Elke Erb[8]
- Gerard Bonniers lyrikpris – Göran Sonnevi för Det osynliga motstyckets bok
- Goethepriset – Dževad Karahasan, Bosnien och Hercegovina[9]
- Gustaf Fröding-sällskapets lyrikpris delas för fjärde gången i sin historia inte ut, på grund av den pågående pandemin.[10]
- Harry Martinson-priset – Helena Granström[11]
- Ivar Lo-priset – Lena Kallenberg[12]
- Jolopriset –  Johanna Frändén[13]
- Karl Vennbergs pris – Tommy Olofsson och Erik Bergqvist[4]
- Katapultpriset – Kayo Mpoyi för Mai betyder vatten[14]

- Litteraturpriset till Astrid Lindgrens minne – Baek Hee-Na, Sydkorea[15]
- Ludvig Nordström-priset – Susanne Ringell[16]
- Mårbackapriset – Birgitta Holm[17]
- Samfundet De Nios Särskilda pris – Dick Claésson[4]
- Stiftelsen Natur & Kulturs översättarpris –  Bengt Eriksson och Hedwig M. Binder[18]
- Stiftelsen Selma Lagerlöfs litteraturpris – Monika Fagerholm[19]
- Stina Aronsons pris – Anneli Jordahl och Karolina Ramqvist[4]
- Svenska Akademiens nordiska pris – Rosa Liksom, Finland[20]
- Svenska Akademiens översättarpris – Ulla Ekblad-Forsgren[21]
- Sveriges Radios lyrikpris – Johan Jönson för Marginalia/Xterminalia[22]
- Sveriges Radions novellpris – Khaled Alesmael för novellen En tygväska med Damaskustryck[23]
- Sveriges Radios romanpris – Nina Wähä för Testamente[24]
- Tollanderska priset – Monika Fagerholm[25]
- Övralidspriset – Nina Burton[26]

## Årets böcker

### Skönlitteratur

#### Romaner/noveller
- Heiman, Ann-Luise Bertell
- Morgonstjärnan, Karl Ove Knausgård
- Samlade verk, Lydia Sandgren
- Mitt kapital, Milja Sarkola
- Tritonus, Kjell Westö
- Renegater, Klas Östergren

### Sakprosa

#### Biografi/självbiografi
- Le Consentement, Vanessa Springora,

## Avlidna
- 16 januari – Christopher Tolkien, 95, brittisk akademiker och redaktör
- 30 januari – Jörn Donner, 86, finlandssvensk författare och regissör
- 24 februari – Clive Cussler, 88, amerikansk författare